# Spodnja Tunguska
Spodnja Tunguska (rusko: Ни́жняя Тунгу́ска, IPA: [ˈnʲiʐnʲɪjə tʊnˈɡuskə], Nižnjaja Tunguska) je reka v Sibiriji v Rusiji, ki teče skozi Irkutsko oblast in Krasnojarski okraj. Je desni pritok Jeniseja, vanj se izlije pri Turuhansku. Naselja ob reki so: Tura, Jukti in Simenga. Obdobje brez ledu na Spodnji Tunguski se začne sredi junija in se konča v prvi polovici oktobra. Reka je skrajno desna meja Lenske planote.
Plovba po reki je težka zaradi brzic in vrtincev. Plovba velikih ladij in tovornih čolnov je možna v času spomladanskih poplav, v primeru deževnega vremena pa lahko tudi ob koncu poleti in v začetku jeseni.
Zgodovinsko je po reki potekalo trgovanje s krzni in ribolov ter prevoz dobrin in mineralnih surovin. Lov in trgovina s krzni še vedno pomenita pomemben del lokalnega gospodarstva. Najbolj problematične za varno plovbo ladij so brzice »Bolšoj«, ki so 128–130 km gorvodno od izliva reke. Leta 1927 je brzice prečkala prva parna ladja, kar velja za začetek sodobne plovbe na reki od Turuhanskega do Ture. Prevoz lesa z rafti je možen vzdolž celotne dolžine reke. Leta 1911 so predlagali izgradnjo kanala, ki bi povezoval Spodnjo Tungusko z Leno v okolici Kirenskega. V bližini tega kraja sta reki oddaljeni manj kot 15 km, vendar Spodnja Tunguska tam ni plovna in teče na nadmorski višini 329,7 m, Lena pa na nadmorski višini 245,3 m.
Od zgodnjega sovjetskega obdobja obstajajo načrti za zajezite reke, vendar so jih posamezni ekologi kritizirali. Po razpadu ZSSR je bila gradnja jezov nemogoča tudi zaradi gospodarskih razlogov. V obdobju 2005–2010 je zanimanje za ta projekt delno oživelo. Po poročilih medijev naj bi se gradnja Turuhanske hidroelektrarne začela leta 2010.
Severneje vzporedno s spodnjo Tungusko teče reka Podkamena Tunguska, ki je levi pritok Jeniseja.